# Udea alaskalis
Udea alaskalis is een vlinder uit de familie van de grasmotten (Crambidae), uit de onderfamilie van de Spilomelinae. De wetenschappelijke naam van deze soort is voor het eerst voorgesteld als Diasemia alaskalis door Arthur Gibson in een publicatie uit 1920.
De soort komt voor in Alaska.